# Ceratina egeria
Ceratina egeria är en biart som beskrevs av Nurse 1904. Ceratina egeria ingår i släktet märgbin, och familjen långtungebin. Inga underarter finns listade i Catalogue of Life.